# Габајева Греда
Габајева Греда је насељено место у саставу општине Хлебине у Копривничко-крижевачкој жупанији, Хрватска. До територијалне реорганизације у Хрватској налазила се у саставу старе општине Копривница.

## Становништво
На попису становништва 2011. године, Габајева Греда је имала 149 становника.

## Попис1991.
На попису становништва 1991. године, насељено место Габајева Греда је имало 211 становника, следећег националног састава:
| Попис 1991.‍ | Попис 1991.‍ | Попис 1991.‍ | Попис 1991.‍ | Попис 1991.‍ |
| ----------- | ----------- | ----------- | ----------- | ----------- |
|             |             |             |             |             |
| Хрвати      | Хрвати      |             | 208         | 98,57%      |
| Југословени | Југословени |             | 1           | 0,47%       |
| непознато   | непознато   |             | 2           | 0,94%       |
| укупно: 211 |             |             |             |             |